# Гроздьо Желев
Гроздьо Желев Николов (Корубов) е български партизанин. Командир на чета"Народна дума".

## Биография
Гроздьо Желев е роден е на 22 ноември 1914 г. в село Султанци, Варненско. 
Баща му е убит в Първата световна война.
През 1924г. семейството се преселва в с.Раковец(Гроздьово), където Гроздьо завършва основно   образование.   
Продължава да учи в средното техническо училище в Габрово.  
През 1932г. влиза в редовете на РМС и развива активна дейност сред младежта. За прогресивна дейност е подгонен от полицията и изключен от училище.
Завръща се в с.Раковец(Гроздьово) и започва да стажува като машинист по мелници и вършачки. Тук Гроздьо заработва с още по-голяма енергия сред селската младеж и скоро става неин признат организатор и ръководител в този край.
Под негово ръководство се създават ремсови и младежки кооперативни групи.
След провала през 1942г. Гроздьо Желев заедно с други , минава в нелегалност и образува партизанска чета "Народна дума", по-късно част от Партизански отряд „Васил Левски“ (Варна), като става  неин командир.
На 03.02.1943г. бункерът в който зимува четата е разкрит от полицията. След 15 часово сражение партизаните успяват да се измъкнат от обкръжението.
Преследван от полицията и жандармерията, на 09.02.1943г. край с.Аврен пада убит смелият партизански командир Гроздьо Желев.  
На негово име е наречено село Гроздьово.